# Benjamin Stora

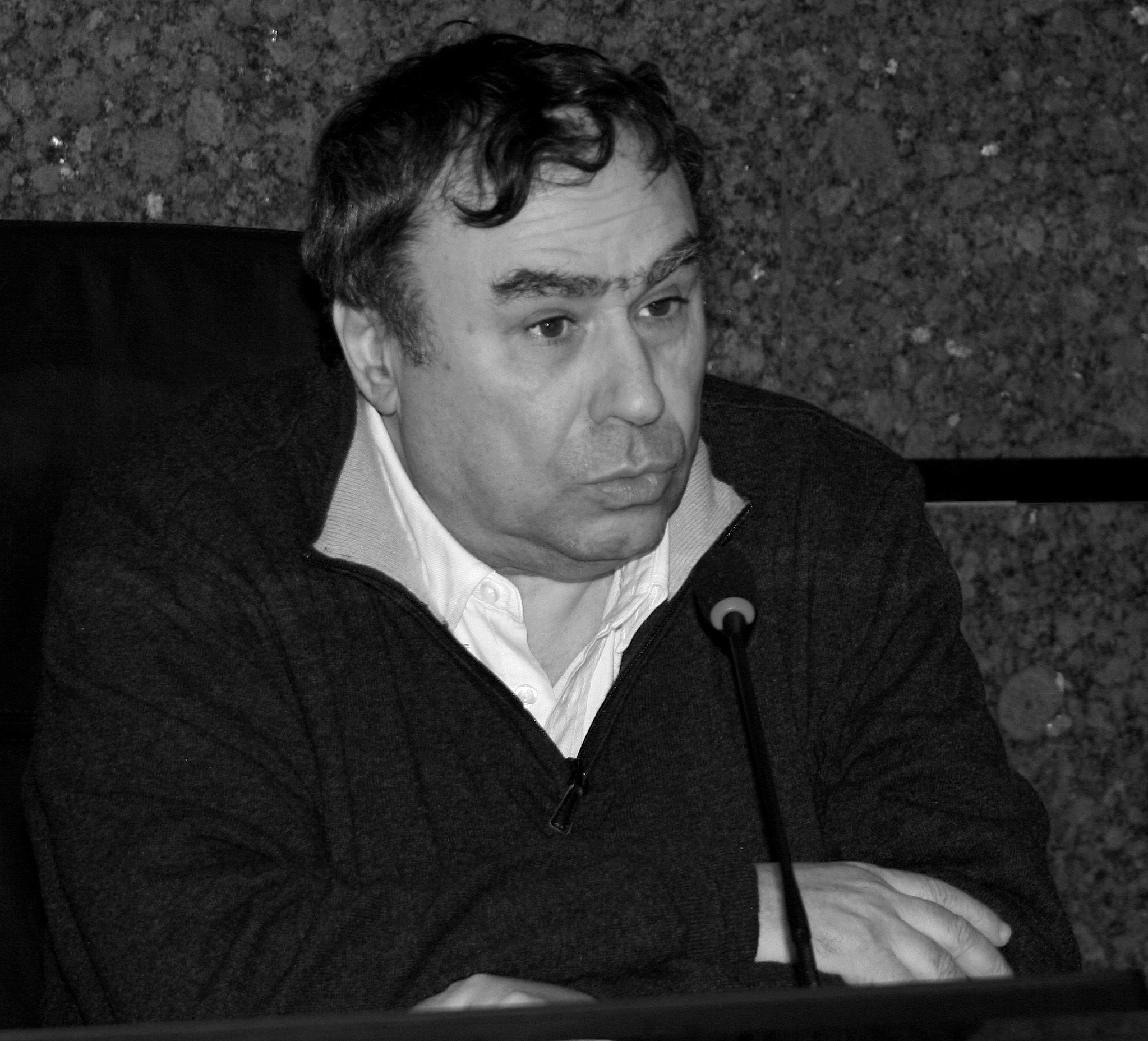
Benjamin Stora, 2012

Benjamin Stora (* 2. Dezember 1950 in Constantine, Algerien als Binyamin Sutura) ist ein französischer Historiker und bekannt für seine Darstellungen der Geschichte Algeriens.

## Leben
Benjamin Stora wurde in eine algerisch-jüdische Familie geboren. Diese verließ Algerien nach der Unabhängigkeit des Landes im Jahre 1962. In Paris besuchte er das Lycée Janson de Sailly, danach das Lycée Marcel Roby in Saint-Germain-en-Laye und ging dann an die Universität Paris-Nanterre.
Stora stieß im Jahre 1968 zu der trotzkistischen Gruppe von Aktivisten, die sich Alliance des Jeunes pour le Socialisme – Organisation Communiste Internationaliste (Jugendallianz für den Sozialismus – Kommunistisch-Internationalistische Organisation) nannte. 1985 trat er in die Parti socialiste in Frankreich ein, verließ diese jedoch nach einem persönlichen Schicksalsschlag 1988 mit dem sich selbst gegebenen Versprechen, keine organisierte politische Tätigkeit mehr aufzunehmen.
Stora ist der Verfasser – teilweise zusammen mit anderen Autoren – Dutzender geschichtlicher Abhandlungen und hat Artikel in französischsprachigen Zeitungen und Zeitschriften veröffentlicht.
Seit 2014 ist Stora Président du Conseil d’orientation des Établissement public Palais de la Porte Dorée in Paris, in welchem sich auch die Cité nationale de l’histoire de l’immigration befindet.
Staatspräsident Emmanuel Macron empfing Stora am 24. Juli 2020 und beauftragte ihn mit der Studie «la mémoire de la colonisation et de la guerre d’Algérie», um die Wiederversöhnung des französischen und des algerischen Volkes zu fördern. Stora legte die Studie im Januar 2021 vor.

## Veröffentlichungen
- mit Zakya Daoud: Ferhat Abbas. Une utopie algérienne. Éditions Denoël, Paris 1995, ISBN 978-2-207-24231-5.
- Algérie: Formation d’une nation; suivi de Impressions de voyage. Éditions Atlantica, Biarritz 1998, ISBN 2-84394-091-5.
- mit Akram Ellyas: Les 100 portes du Maghreb: L’Algérie, le Maroc, la Tunisie. Trois voies singulaires pour allier Islam et modernité. Éditions de l’Atelier, Paris 1999, ISBN 978-2-7082-3434-5.
- Le transfert d’une mémoire: De l’«Algérie française» au racisme anti-arabe. La Découverte, Paris 1999.
- Textbeitrag in: Im Herzen Algeriens. Das Jahrzehnt des Terrorismus Begleitband zur Ausstellung im Museum für Gestaltung Zürich. Benteli, Bern 2002, ISBN 3-7165-1286-9.
- La dernière génération d’octobre. Stock, Paris 2003, ISBN 978-2-234-05620-6.
- mit Laurent Garveron und anderen: Photographier la guerre d’Algérie. Marval, Paris 2004, ISBN 978-2-86234-378-5.
- Messali Hadj. Pionnier du nationalisme algérien. Hachette, Paris 2004, ISBN 978-2-01-279190-9.
- als Herausgeber mit Mohammed Harbi: La Guerre d’Algérie: 1954–2004, la fin de l’amnésie. Robert Laffont, Paris 2004, ISBN 978-2-221-10024-0.
- Les trois exils: Juifs d’Algérie. Stock, Paris 2006, ISBN 2-234-05863-5.
- Les guerres sans fin. Un historien, la France et l’Algérie. Stock, Paris 2008, ISBN 978-2-234-06051-7.
- mit François Malye: Mitterrand et la Guerre d’Algérie. Calman-Lévy, Paris 2010, ISBN 978-2-7021-4080-2.
- Le 89 arabe, dialogue avec Edwy Plenel. Stock, Paris 2011, ISBN 978-2-234-07112-4.
- mit Renaud de Rochebrune: La guerre d’Algérie vue par les Algériens. Vorwort: Mohammed Harbi. Éditions Denoël, Paris 2011, ISBN 978-2-207-25334-2.
- La Guerre d’Algérie expliquée à tous. Éditions du Seuil, Paris 2012.
- als Herausgeber mit Abdelwahab Meddeb: Histoire des relations entre juifs et musulmans des origines à nos jours. Éditions Albin Michel, Paris 2013, ISBN 978-2-226-24851-0; englische Übersetzung: A History of Jewish-Muslim Relations: From the Origins to the Present Day. Princeton University Press, Princeton 2013, ISBN 978-0-6911-5127-4.
- Les Clés retrouvées. Une enfance juive à Constantine. Stock, Paris 2015.